# Salvador Pau Lisart

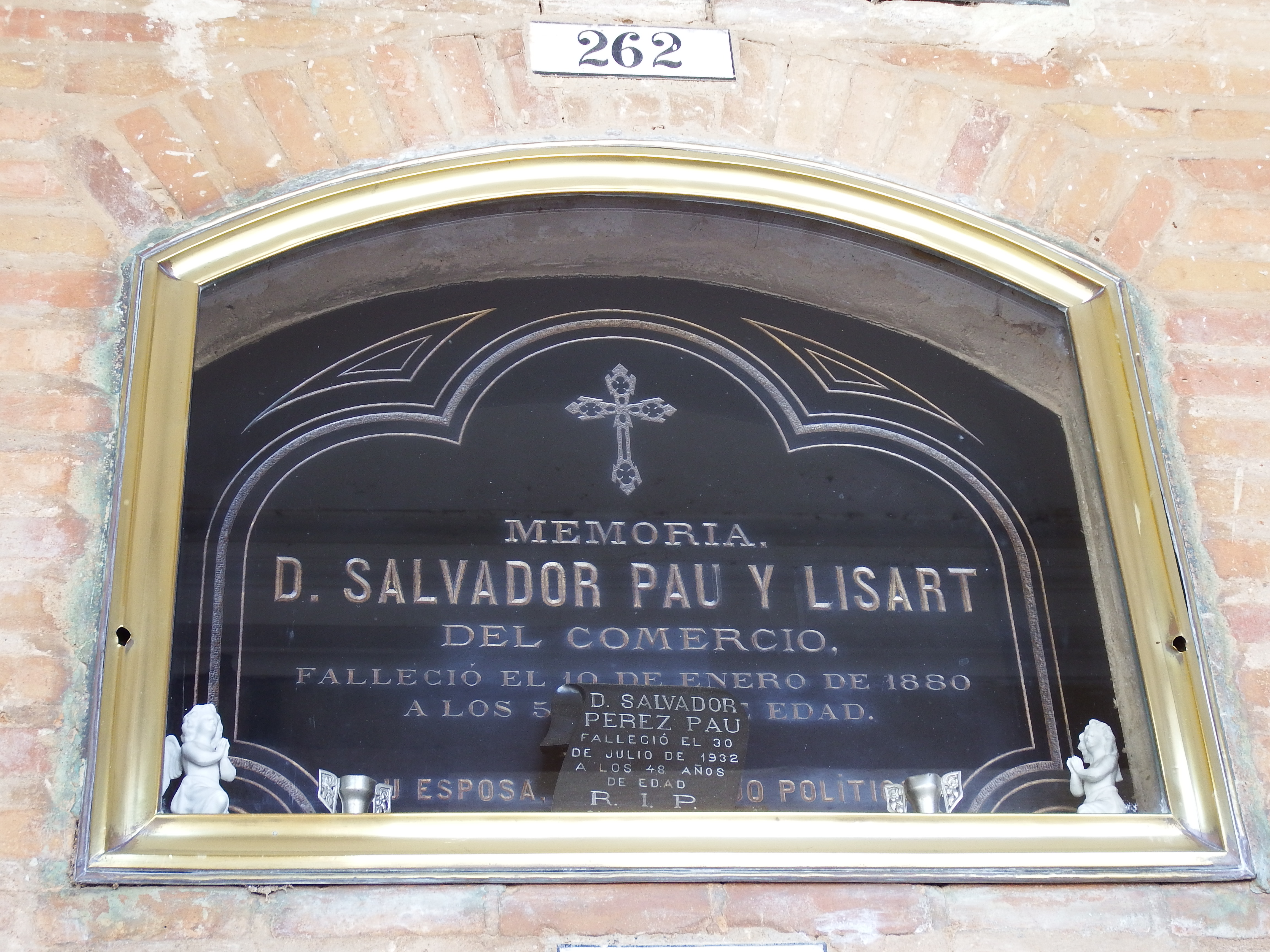
Nínxol de Salvador Pau Lisart al Cementeri General de València

Salvador Pau Lisart (València, 1826-València 18 d'abril de 1880) va ser un fabricant de guitarres a València actiu en la meitat del segle xix. Està soterrat al Cementeri General de València.

## Trajectòria professional
Se sap molt poc d'aquest luthier tret que va pertànyer a la família de fabricants d'instruments musicals formada per Francesc Pau Lisart i els seus germans Marià i el propi Salvador; i que va exercir la seva activitat econòmica entre els anys 1850 i 1860, al centre de la ciutat de València, en concret al carrer Bolsería, en diferents locals, en el número 13 i 42.
Es va casar amb Isabel Albert Roig (1831-1915) i el matrimoni va tenir cinc filles i un fill: Maria Joana, Salvador, Desemparats, Isabel, Enriqueta i Carme.
La meitat del segle xix va ser una època de molt desenvolupament de fabricants de guitarres a València, destacant en aquesta època també: Juan Alcaráz, Manuel Perez, Luis Reig, i Alejandro Roca.
Les seves guitarres es caracteritzaven per presentar ventall de 5 varetas que eren més amples als seus centres i anaven aprimant-se en aproximar-se a les puntes. Va haver de ser un fabricant prou important com per tenir el seu propi estil característic que és recollit en algun que un altre llibre especialitzat com: ”The Art and Craft of Making Classical Guitars Paperback” de Manuel Rodríguez. Desembre 2009. ISBN 9781423480358.
Després de la seva mort el negoci va haver de continuar-ho la seva vídua i va diversificar la producció, ja que hi ha documentació que testifica que hi havia un taller de pianos en 1895 en la carrer Monges 2 de València a nom de Salvador Pau Lisart.
Actualment es conserva una guitarra totalment identificada del seu taller en el Museu Nacional de Ceràmica i Arts Suntuarias "González Martí" de València. No se sap l'any de construcció, encara que l'etiqueta va ser realitzada pel gravador “Rocafort” i amb aquest cognom va haver-hi dos gravadors valencians (pare i fill) que van ser gravadors valencians del segle xix, i aquesta dada permet deduir que va ser construïda al voltant de 1850. Aquesta guitarra fou guardonada amb un premi per la Reial Societat Econòmica d'Amics del País de València.

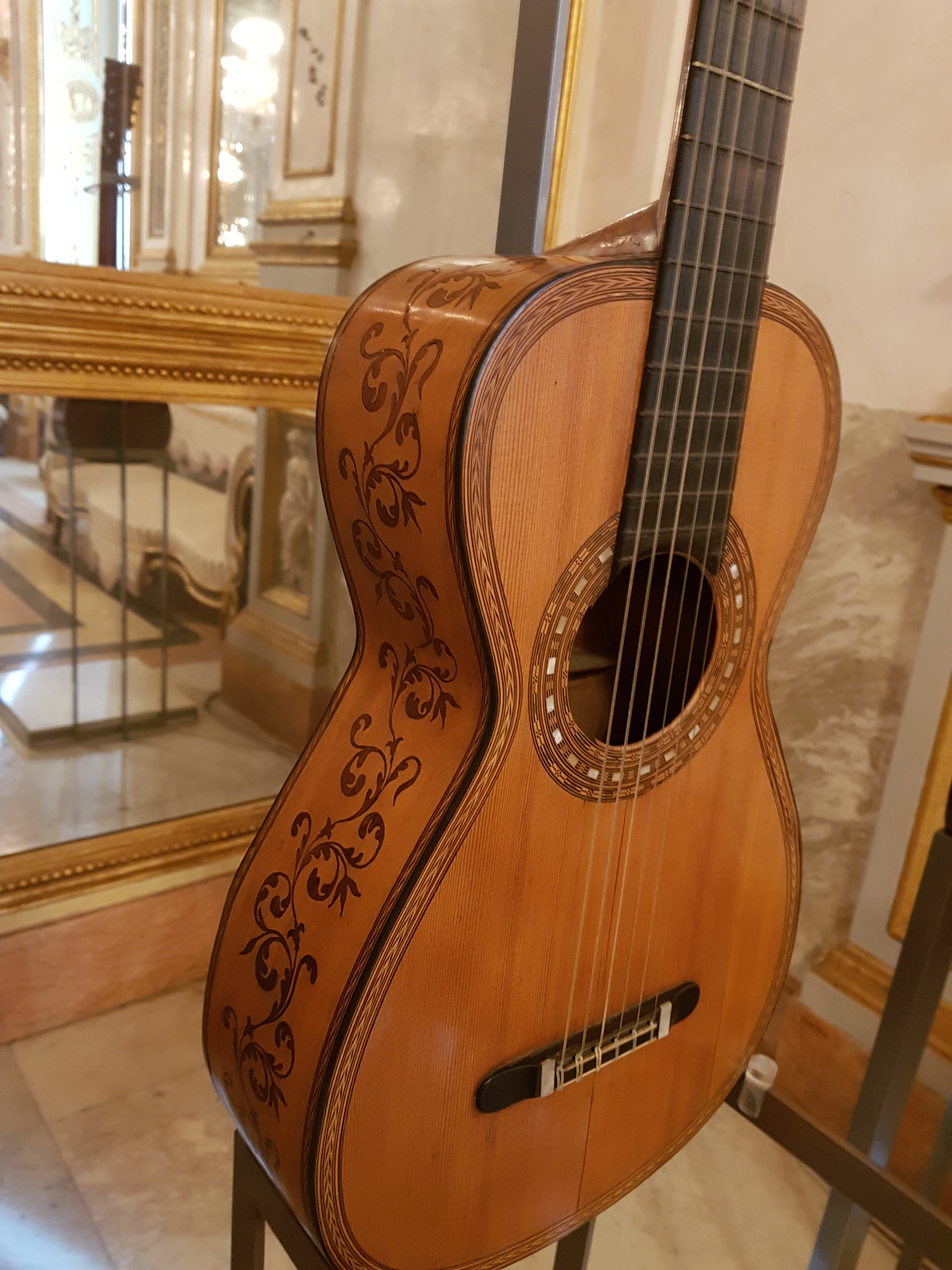
Part davantera de la guitarra exposada al Museu González Martí de València.
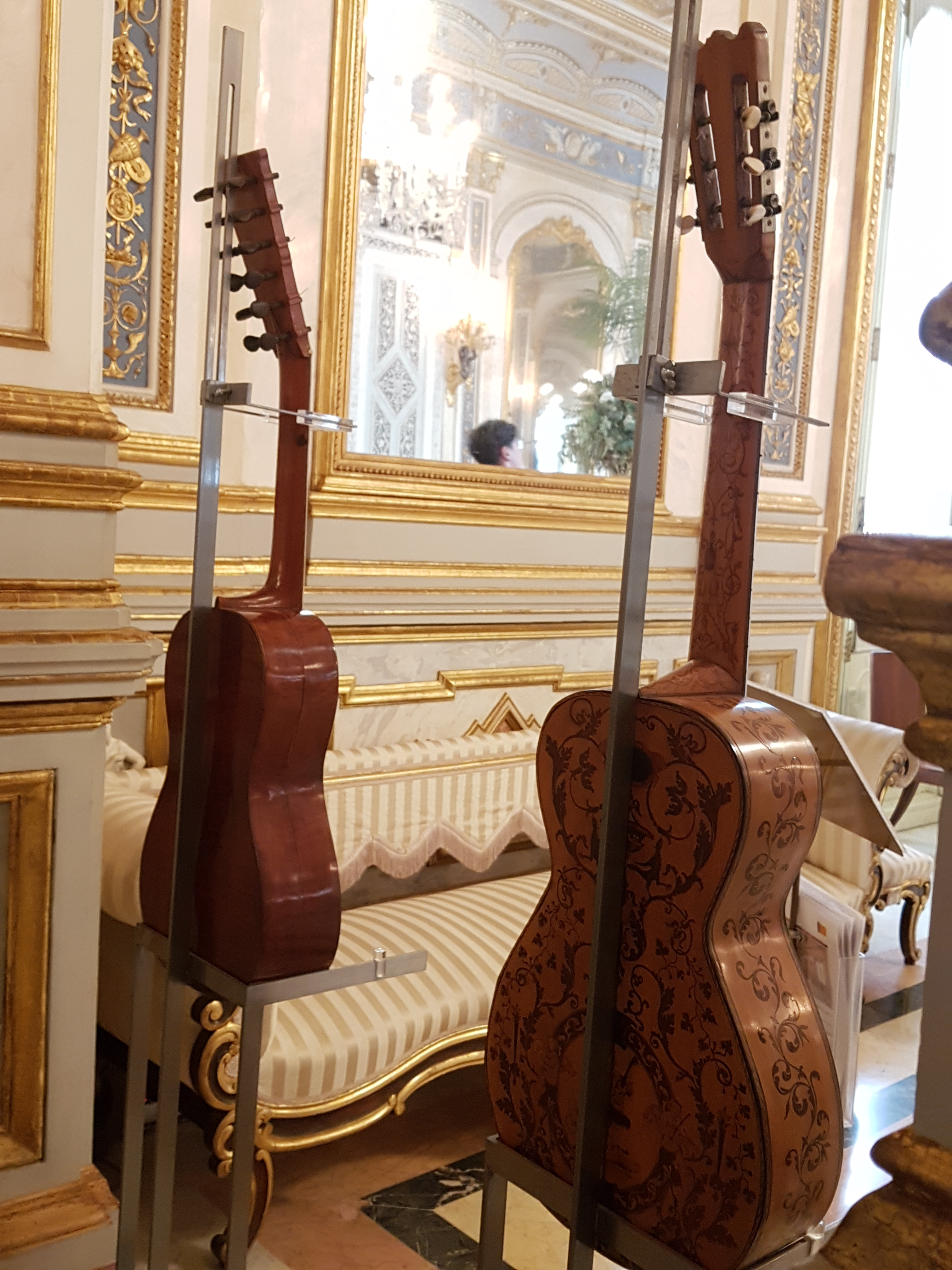
Part posterior de la guitarra exposada al Museu González Martí de València.
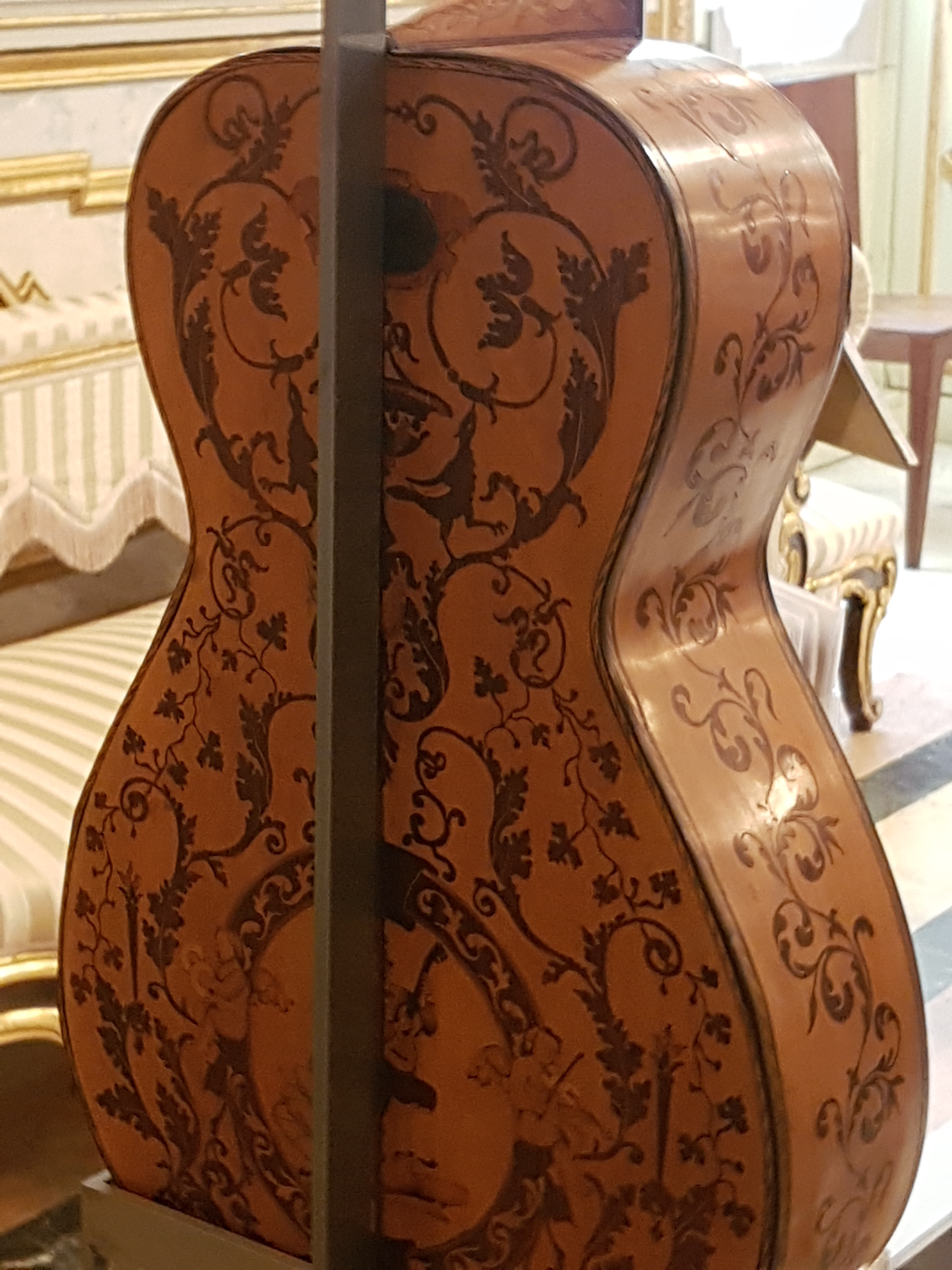
Detall del treball en marqueteria de la part posterior de la guitarra exposada al Museu González Martí de València.
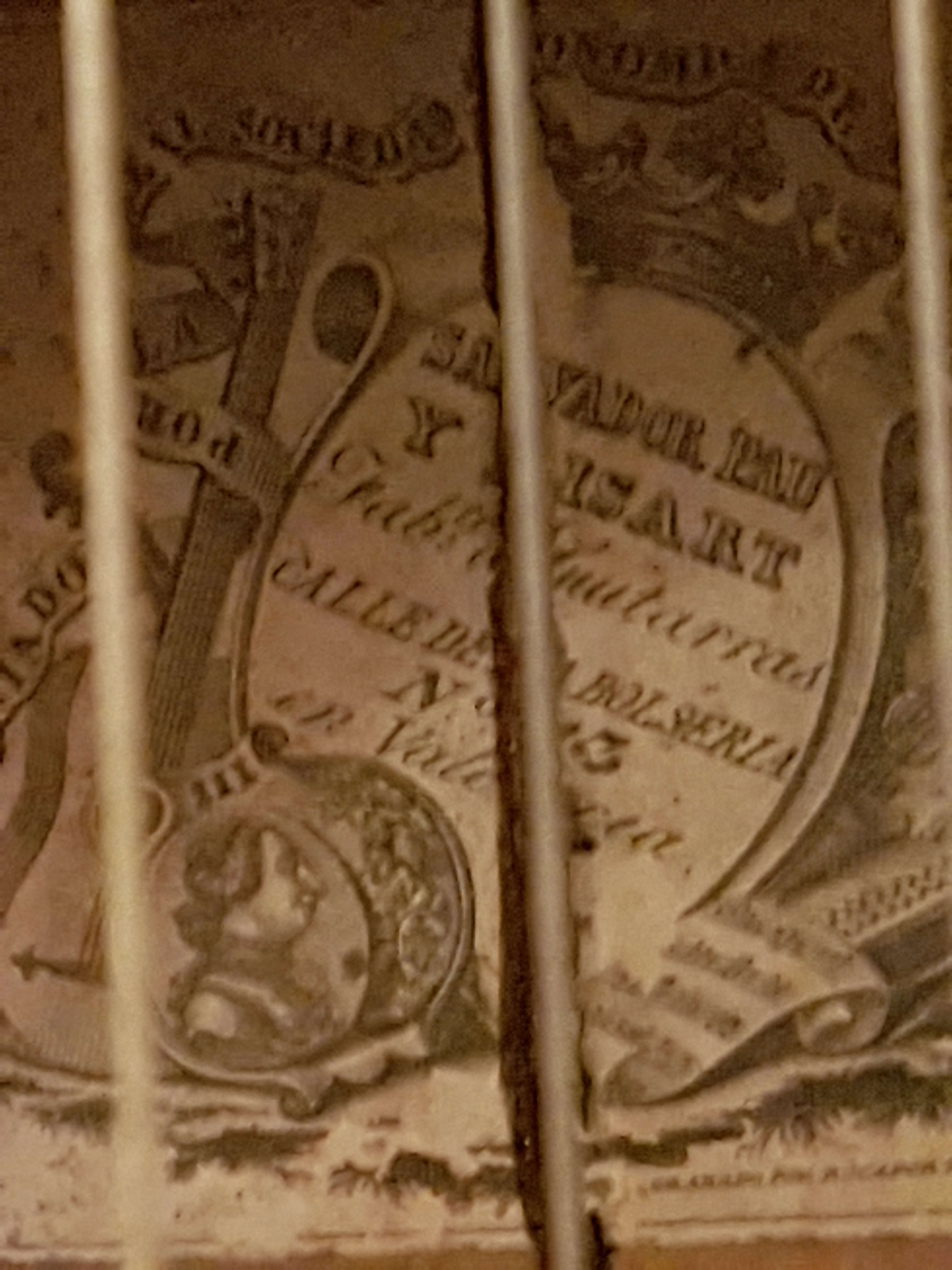
Detall de l'adhesiu interior de la guitarra exposada al Museu González Martí de València.

Antonio Ballesteros Baldrich, té en propietat una guitarra, instrument premiat per la Reial Societat Econòmica d'Amics del País, que anteriorment va ser propietat de Matías Baldrich, i que pertany al taller de Francesc Pau Lisart; encara que les característiques de l'instrument fan pensar que la seva autoria és de Salvador Pau Lisart. La guitarra és una mostra dels avanços que amb el temps es van anar incorporant en la construcció de guitarres, sobretot a principis de 1800 i que són les bases de l'actual guitarra moderna. Entre aquests avanços destaquen l'afegir una sisena corda simple entorxada, el varetaje en forma de ventall, el diapasó de ressalti, el pont amb cejuela per donar major tensió a les cordes, la introducció de plantilles i adorns en nacre al voltant de la tapa que són d'inspiració francesa.

## Reconeixements

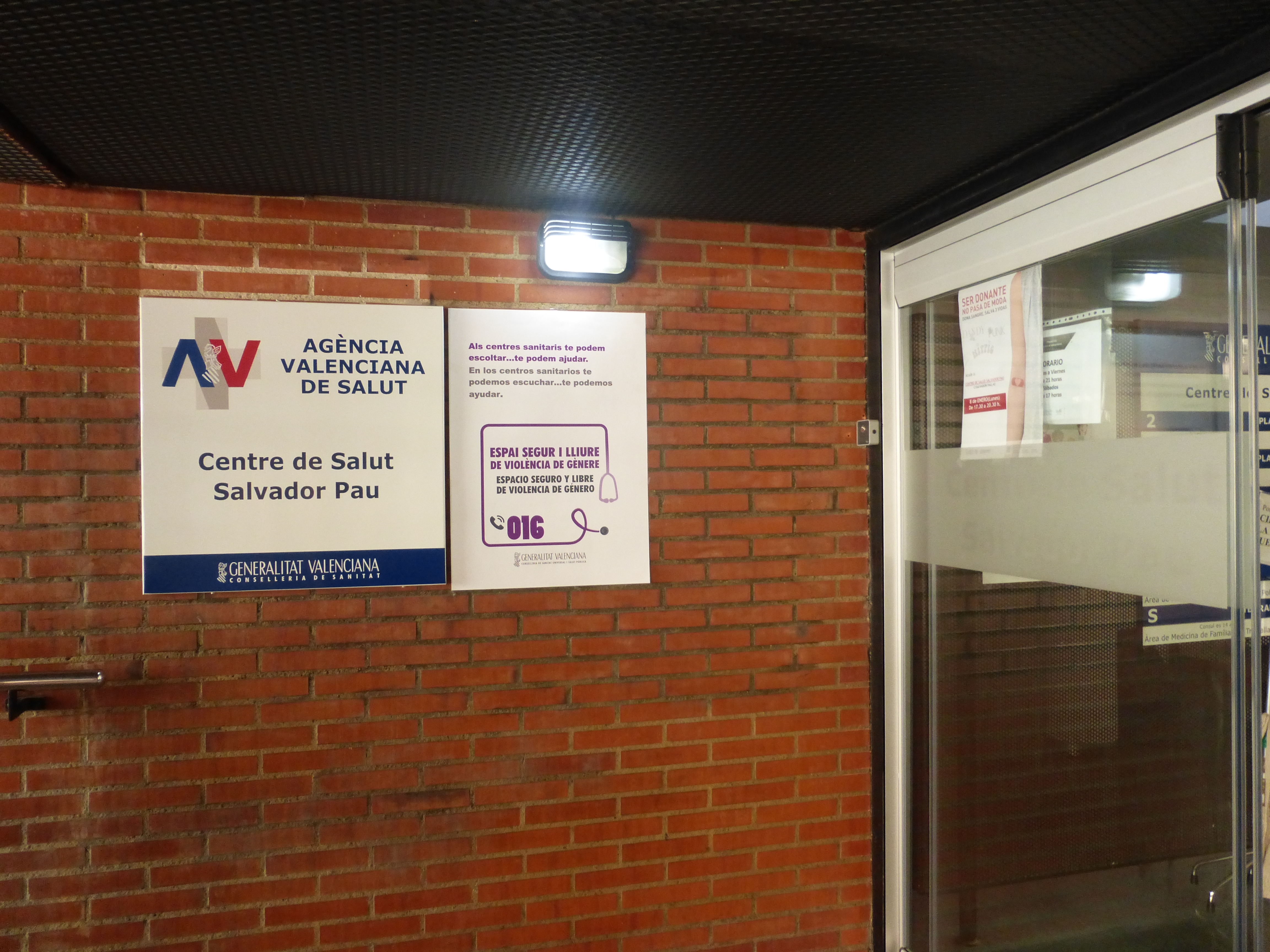
Centre de Salut amb el seu nom, a la ciutat de València.
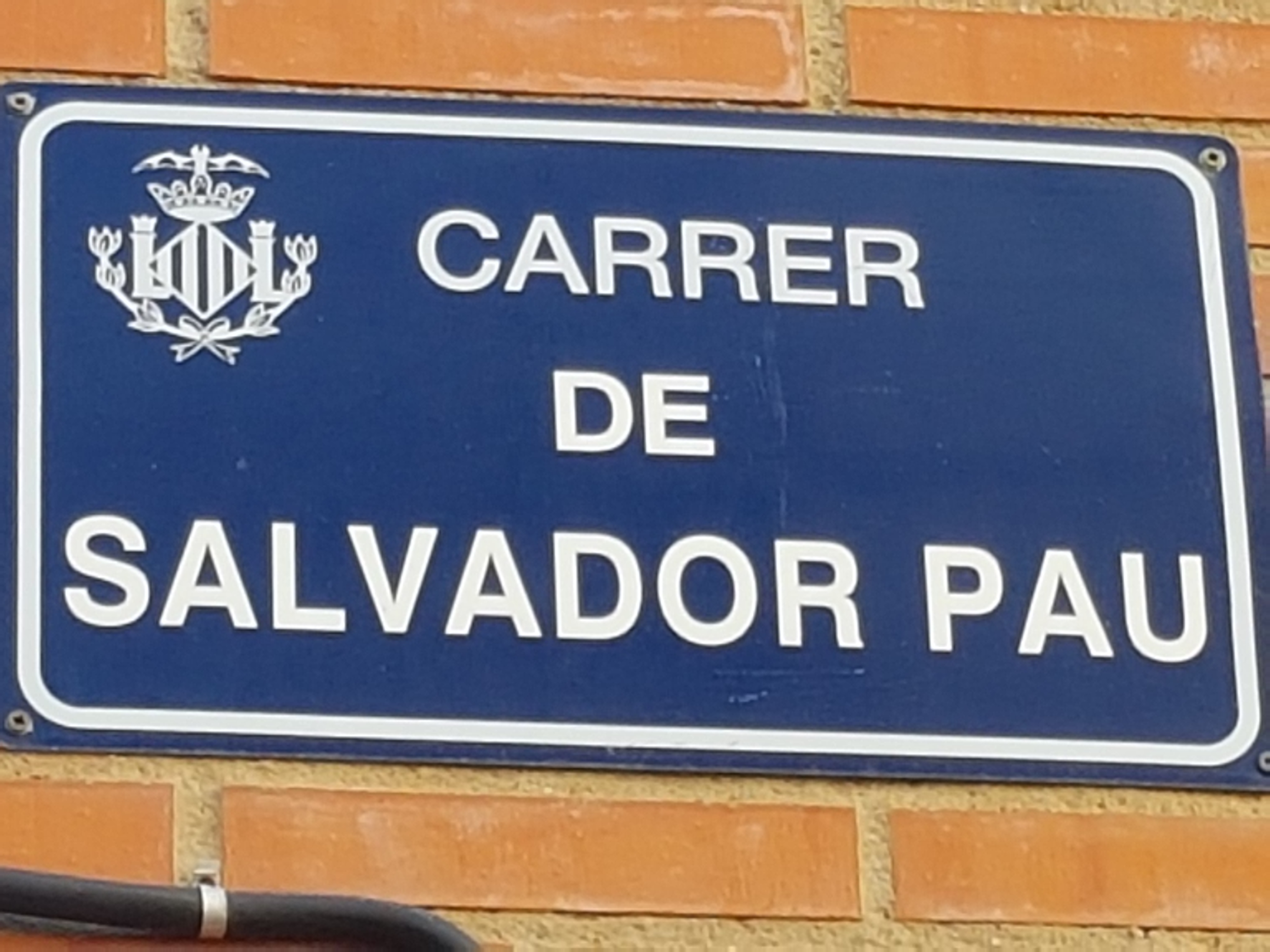
Carrer dedicat al luthier valencià.

L'ajuntament de València va reconèixer la labor d'aquest artesà especialitzat en la fabricació d'instruments musicals, especialment guitarres, donant el seu nom a un carrer de la ciutat. A més un centre de salut de la Conselleria de Sanitat de la Generalitat Valenciana, situat en aquest carrer, també porta el seu nom.